# Transtorno de personalidade paranoide
Transtorno de personalidade paranoide é um transtorno mental caracterizado por paranoia e por um padrão invasivo de desconfiança e suspeitas generalizadas em relação aos outros, interpretando as intenções dos outros como malévolas.
Dentre os possíveis causadores do transtorno estão o excesso de ansiedade, experiências de agressividade frequentes na infância e adolescência (geralmente da família e/ou escola), cultura violenta e fatores genéticos. Se tornam pessoas difíceis de se conviver causando sérios prejuízos a seu desenvolvimento social, acadêmico, profissional e de relacionamentos amorosos saudáveis.

## Diagnóstico
Geralmente se manifesta no início da idade adulta e para ser diagnosticado segundo o DSM IV precisa de, no mínimo, quatro dos seguintes critérios:
1. suspeita, sem fundamento suficiente, de estar sendo explorado, maltratado ou enganado por terceiros;
2. preocupa-se com dúvidas infundadas acerca da lealdade ou confiabilidade de amigos ou colegas;
3. reluta em confiar nos outros por um medo infundado de que essas informações possam ser maldosamente usadas contra si;
4. Interpreta significados ocultos, de caráter humilhante ou ameaçador em observações ou acontecimentos benignos;
5. Guarda rancores persistentes, relutando em perdoar insultos, injúrias ou deslizes;
6. Elogios frequentemente são mal interpretados;
7. Percebe ataques a seu caráter ou reputação que não são visíveis pelos outros e reage rapidamente com raiva ou contra-ataque;
8. Tem suspeitas recorrentes, sem justificativa, quanto à fidelidade do cônjuge ou parceiro sexual.

### Diagnóstico diferencial
É importante ressaltar que não ocorre exclusivamente durante o curso da Esquizofrenia, de um Transtorno do Humor Com Características Psicóticas ou outro Transtorno Psicótico, nem é decorrente dos efeitos fisiológicos diretos de uma condição médica geral ou drogas ilegais (como cocaína). Se esses critérios são identificados desde antes do início da Esquizofrenia, também é chamado de ¨Pré-Mórbido¨. Caso a desconfiança não seja um traço persistente da personalidade e envolva alucinações deve ser classificada como esquizofrenia do tipo paranoide e caso envolva delírios deve ser classificada como distúrbio delirante paranóide.

## Epidemiologia
O Transtorno de Personalidade Paranóide ocorre em 0,5 - 2,5% da população geral, sendo mais comum em indivíduos do sexo masculino e estudos em famílias revelaram estreita relação com Esquizofrenia e Transtornos Delirantes.

## Tratamento
A adesão ao tratamento é muito difícil pela própria característica do transtorno de não confiar nos outros, inclusive em profissionais de saúde, não contar suas intimidades com receio de ser traído, de não precisar de fatos para chegar a conclusões e de dificilmente aceitar esse diagnóstico.
A terapia cognitivo-comportamental pode ser útil, em especial a terapia do esquema que é específica para tratar transtorno de personalidade. Algumas das partes importantes do tratamento é conseguir estabelecer um vínculo de confiança e intimidade, estimular, praticar e reforçar testes de realidade se baseando em fatos e probabilidades mais realísticas antes de tirar conclusões e fazer um treino de assertividade e desenvolvimento de habilidades sociais.
A terapia familiar, a terapia de grupo e a arteterapia ajudam a melhorar a capacidade de socialização e a relação entre os envolvidos, mas reduzem pouco a paranoia em si.
Alguns antipsicóticos em pequenas doses podem diminuir os sintomas, que são comuns a esse transtorno. Dificilmente concluem o tratamento medicamentoso por não acreditarem em sua eficiência, segurança e benefícios. Assim como outros transtornos de personalidade (eixo II), medicamentos não são tão eficientes como em transtornos agudos (eixo I).
Uma das maiores dificuldades é que ao serem hostis, desconfiados e facilmente irritáveis mesmo sem provocação, eles acabam causando hostilidade e desconfiança real nas outras pessoas. E quanto mais agressivos eles são com outros, mais agressividade eles recebem formando um ciclo de violência real e difícil de ser quebrado. Entender esse ciclo é parte importante do tratamento. Também é importante desenvolver sua habilidade social e assertividade na terapia para melhorar sua capacidade de socialização sem a necessidade de ser agressivo.